# Кигурадзе, Иван Тариелович
Иван Тариелович Кигурадзе (груз. ივანე ტარიელის ძე კიღურაძე; род. 12 января 1937, Хидистави (Чохатаурский муниципалитет)) — советский и грузинский математик, специалист в области обыкновенных дифференциальных уравнений, доктор физико-математических наук, профессор, член-корреспондент АН Грузинской ССР (1979), академик НАН Грузии (1993). Лауреат Премии имени А. Размадзе АН ГрузССР (1975). Директор Тбилисского математического института (1989—2006).

## Биография
Родился 12 января 1937 года в Тбилиси, Грузинская ССР.
С 1952 по 1960 год обучался на механико-математическом факультете Тбилисского государственного университета, с 1960 по 1963 год обучался в аспирантуре этого университета.
С 1963 по 1966 и с 1973 по 2009 год на педагогической работе на кафедре дифференциальных и интегральных уравнений механико-математического факультета Тбилисского государственного университета в должности преподавателя читал специальные и общие курсы по обыкновенным дифференциальным уравнениям, а с 1973 года — профессор этой кафедры.
С 1966 по 1989 год на научной работе в Институте прикладной математики имени И. Н. Векуа при Тбилисском государственном университете в должности научный и старший научный сотрудник, с 1973 по 1989 год — заведующий отделом обыкновенных дифференциальных уравнений. С 1989 по 2006 год — директор Тбилисского математического института.
Депутат Парламента Грузии от партии «Грузинская мечта» 8-го созыва (2012—2016).

### Научно-педагогическая деятельность и вклад в науку
Основная научно-педагогическая деятельность И. Кигурадзе была связана с вопросами в области теории обыкновенных дифференциальных уравнений, в том числе теории осцилляции, асимптотики решений неавтономных уравнений и краевых задач. Занимался исследованиями уравнений со степенными нелинейностями Эмдека — Фаулера. И. Т. Кигурадзе являлся — членом редакционной коллегии научного журнала «Дифференциальные уравнения» и главным редактором международных научных журналов «Memoirs on Differential Equations and Mathematical Physics» и «Georgian Mathematical Journal».
В 1963 году защитил кандидатскую диссертацию, в 1972 году защитил докторскую диссертацию по теме: «Некоторые сингулярные краевые задачи для обыкновенных дифференциальных уравнений», в 1973 году ему присвоено учёное звание профессор. В 1979 году был избран член-корреспондентом Академии наук Грузинской ССР, в 1993 году — действительным членом НАН Грузии. И. Кигурадзе было написано более трёхсот пятидесяти научных работ, в том числе монографий, среди которых: «Асимптотические свойства решений неавтономных обыкновенных дифференциальных уравнений» (М.: Наука, 1990) изданной в Голландии на английском языке и «О некоторых нелинейных двухточечных краевых задачах» (1974), за эту монографию в 1975 году он был удостоен Премии имени А. Размадзе АН ГрузССР. Им было подготовлено двадцать кандидатских диссертаций.

## Премии
- Премия имени А. Размадзе АН ГрузССР (1975)[7]

## Основные труды
- Некоторые сингулярные краевые задачи для обыкновенных дифференциальных уравнений. — Тбилиси : Изд-во Тбилис. ун-та, 1975. — 352 с.
- Асимптотические свойства решений неавтономных обыкновенных дифференциальных уравнений / И. Т. Кигурадзе, Т. А. Чантурия. — М. : Наука, 1990. — 428 с. ISBN 5-02-014268-9[10]